# Valiato de Mamuret-ul-Aziz
El valiato de Mamuret-ul-Aziz, también conocido como Harput (en armenio: Խարբերդի վիլայեթ, Kharberd) fue una división administrativa de primer nivel (valiato) del Imperio otomano a finales del siglo XIX y principios del XX. También fue uno de los seis valiatos armenios. El valiato estaba ubicado entre los valles de los ríos Éufrates y Murat. Al noroeste estaba el valiato de Sivas. 

## Historia
El valiato fue creado en 1879-80 a partir de una parte de Diyarbekir que incluía Malatya. En 1888, por orden imperial, Hozat se unió a Mamuret ul-Aziz.
Rev. Herman N. Barnum cuenta acerca de Harput en los 1800s,

The city of Harpoot has a population of perhaps 20,000, and it is located a few miles east of the river Euphrates, near latitude thirty-nine, and east from Greenwich about thirty-nine degrees.  It is on a mountain facing south, with a populous plain 1,200 feet below it.  The Taurus Mountains lie beyond the plain, twelve miles away.  The Anti-Taurus range lies some forty miles to the north in full view from the ridge just back of the city.  The surrounding population are mostly farmers, and they all live in villages.  No city in Turkey is the center of so many Armenian villages, and the most of them are large.  Nearly thirty can be counted from different parts of the city.  This makes Harpoot a most favorable missionary center.  Fifteen out-stations lie within ten miles of the city.  The Arabkir field, on the west, was joined to Harpoot in 1865, and the following year…the larger part of the Diarbekir field on the south; so that now the limits of the Harpoot station embrace a district nearly one third as large as new England.

## Demografía
A principios del siglo XX, según se informa, tenía un área de 14 614 millas cuadradas (37 850,3 km²), mientras que los resultados preliminares del primer censo otomano de 1885 (publicado en 1908) dieron una población de 575 314. La precisión de las cifras de población varía de "aproximada" a "meramente conjetura" según la región de la que se obtuvieron. 
En 1912, según las estadísticas rusas, el vilayet de Mamuret-ul-Aziz tenía 450 000 habitantes; 168 000 eran armenios, 182 000 turcos, 95 000 kurdos y 5 000 sirios ortodoxos.

## Divisiones administrativas
Sanjacados del valiato:
1. Mamuret-ul-Aziz (Elazığ, Kemaliye, Arapgir, Pütürge)
2. Malatya (Malatya, Besni, Adıyaman, Kahta, Akçadağ)
3. Dersim (Hozat, Tunceli, Çemişgezek, Akpazar, Ovacık, Nazımiye, Mazgirt)